# أوخرانا

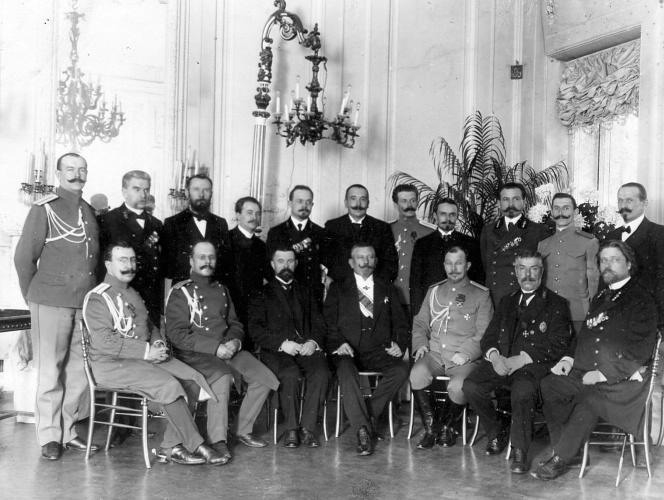
صورة جماعية لقادة أوخرانا

أوخرانا أو أوخرانكا (بالروسية: охра́нка وتعني حماية أو حراسة، وهي اختصار الاسم الرسمي المختصر Охра́нное отделе́ние أي قسم حماية الأمن والنظام) هي الشرطة السرية السياسية للإمبراطورية الروسية في أواخر القرن التاسع عشر وأوائل القرن العشرين. والاسم الشائع لهذه المنظمة الروسية هو «أوخرانكا».